# 紀元前109年
紀元前109年（きげんぜん109ねん）は、ローマ暦の年である。

## 他の紀年法
- 干支 : 壬申
- 日本
  - 開化天皇49年
  - 皇紀552年
- 中国
  - 前漢 : 元封2年
- 朝鮮
  - 檀紀2225年
- 仏滅紀元 : 436年
- ユダヤ暦 : 3652年 - 3653年

## できごと

### ローマ
- マルクス・ユニウス・シラヌスに率いられたローマ軍がローヌ川の近くでキンブリ族とテウトネス族に敗れた。

### アジア
- 前漢の武帝により滇が攻略され、属国化された。

## 誕生
- スパルタクス：ローマの奴隷で反乱軍のリーダー（紀元前71年没）